# SKM (기업)
SKM은 1976년 11월 27일에 설립된 오디오테이프를 생산하는 업체였다. 1990년대 후반 기준으로 전 세계 오디오테이프 산업에서 30% 가량을 차지했던 적이 있었으나 2000년대에 들어서면서 법정관리에 들어갔으며, 2012년부로 결국 폐업했다. 내수용으로 SMAT라는 브랜드의 오디오테이프를 판매했었다.